# 46e division d'infanterie (États-Unis)
Pour les articles homonymes, voir 46e division d'infanterie.
La 46e division d'infanterie (46th Infantry Division) est une division de l'Army National Guard du Michigan active entre 1947 et 1968. Elle a son quartier-général à Lansing. La plupart de ses unités viennent de la 32e division d'infanterie. Elle est réorganisée pour devenir la Reorganization Objective Army Division en mars 1963. La 2e brigade de la division est assignée à la Selected Reserve Force, la force de réaction rapide de l'Army National Guard. La division est impliquée dans la réponse aux Émeutes de 1967 à Détroit. 
Dans le cadre de la réduction de l'Army National Guard, le secrétaire à la défense Robert McNamara décide de supprimer un certain nombre de divisions, parmi lesquelles figure la 46e division qui devient la 46e brigade d'infanterie, rattachée à la 38e division d'infanterie. 

## Sources
- (en) John B. Wilson, Maneuver and Firepower: The Evolution of Divisions and Separate Brigades, Washington, US Army Center of Military History, 1997